# Stille Stunde
Stille Stunde (engl. quiet hour) ist eine Initiative, die sich dafür einsetzt wöchentlich für eine Stunde Maßnahmen zu ergreifen, die einer Reizüberflutung entgegenwirken. Dabei wird zum Beispiel im Einzelhandel Licht gedimmt und auf Durchsagen, Musik, laute (Telefon-)Gespräche und bewegte Bildschirme verzichtet, um Rücksicht auf Menschen mit ADHS oder Autismus zu nehmen.
Stille Stunde wurde vom Verein gemeinsam zusammen nach neuseeländischem Vorbild gegründet, um neurodivergenten Menschen zu helfen. Schirmherrin der Stillen Stunde ist die Bundestagsabgeordnete Corinna Rüffer.
Neben Neuseeland und Deutschland gibt es in Österreich und der Schweiz vereinzelt Unternehmen, die Stille Stunden anbieten.
Ähnlich wie die Stille Stunde fordert LautsprecherAUS! einen Verzicht auf Musik im öffentlichen Raum.

## Kritik
Die Initiative wird vom Verband Autismus Deutschland begrüßt, während der Handelsverband Deutschland und das Bundeszentrum für Ernährung darauf verweisen, dass die Nachfrage für die Verbreitung relevant sein wird.
Eiken Bruhn beschrieb in der taz, dass die Stille Stunde zwar sensorische Barrieren abbaut, aber eine inklusive Gesellschaft „in Supermärkten grundsätzlich auf Musik und Werbung“ verzichten würde, und fordert mehr Maßnahmen. Auch andere verstehen die Initiative als „Schritt auf dem Weg für mehr Teilhabe für Menschen im Autismusspektrum“.

## Auszeichnungen
- Social Design Award 2023 des Magazins Der Spiegel[14]